# Orio Litta
Orio Litta (lombardul: Vori) település Olaszországban, Lombardia régióban, Lodi megyében. Lakosainak száma 2022 fő (2023. január 1.). Orio Litta Chignolo Po, Monticelli Pavese, Ospedaletto Lodigiano, Senna Lodigiana, Calendasco, Livraga és San Colombano al Lambro községekkel határos.

## Népesség
A település lakossága az elmúlt években az alábbi módon változott:
| Lakosok száma | 2080 | 2056 | 2022 |
|               | 2017 | 2018 | 2023 |